# Misato (Saitama)
Misato (jap. 三郷市, -shi) ist eine Stadt in der Präfektur Saitama auf Honshū, der Hauptinsel von Japan.

## Geschichte
Misato bekam am 3. Mai 1972 das Stadtrecht.

## Geographie
Misato liegt westlich von Nagareyama, östlich von Yashio und nördlich von Tokio.

## Verkehr
- Straße:
  - Jōban-Autobahn nach Watari
  - Nationalstraße 298
- Zug:
  - JR Musashino-Linie, nach Funabashi, Saitama und Fuchū
  - Tsukuba-Express (TX) nach Akihabara oder Tsukuba

## Angrenzende Städte und Gemeinden
- Präfektur Saitama
  - Sōka
  - Yashio
  - Yoshikawa
- Präfektur Chiba
  - Nagareyama
  - Matsudo
- Präfektur Tokio
  - Tokio: Stadtbezirk Katsushika

## Städtepartnerschaften
- Azumino, Japan, seit 1984
- Sangō, Japan, seit 1986
- Hirono, Japan, seit 2008